# 鳥海修
鳥海 修（とりのうみ おさむ、1955年3月13日 - ）は、日本の書体設計士。字游工房設立者の1人で、第2代代表取締役。文字塾塾長。京都精華大学特任教授、武蔵野美術大学非常勤講師。

## 略歴
山形県遊佐町出身。物心ついた時から自動車が好きで、酒田工業高校3年の時にカーデザイナーになりたいと思い立ち、美術大学受験を決める。1975年、多摩美術大学グラフィックデザイン学科に入学。在学中、文字デザインのゼミを担当していた篠原榮太による引率で、毎日新聞社東京本社でフォント製作課を見学。活字の元になる原字のレタリングを目の当たりにする。帰り際に案内役を務めた小塚昌彦が発した「日本人にとって文字は水であり、米である」との言葉に郷里の風景を重ね、書体制作の道に進むことを志す。
1979年写研入社。埼玉工場（和光市）にあった文字部原字課に配属され、書体づくりの基本を学ぶ。当時、写研のデザイン部門には30人ほどのデザイナーがいた。一つの書体を作るに当たって、仮名担当が1人、欧文担当が1 - 2人、その他非漢字の担当が2 - 3人、5700字くらいある漢字を5 - 6人で分担するチームを編成する。ほとんどのベーシックな書体では原字課の課長・橋本和夫が仮名を担当した。鳥海は、通勤バスで一緒になる橋本について書道を始め、筆の動きを把握するように努めた。入社10年目の頃、本蘭明朝のファミリー展開が完了したこと（1985年）などから、写研はもう本文書体を作らないと聞き、退社を考えるようになる。
1989年9月に字游工房を鈴木勉・片田啓一と3人で設立。「自分たちの手で基本書体を作りたい、そして自分たちの書体を持ちたい」というのが字游工房設立以来の夢であったという。翌年大日本スクリーン製造（当時）のヒラギノシリーズ制作を受託。ヒラギノ明朝体で初めて仮名を担当した。1996年、自社ブランド游書体ライブラリー最初の書体として游明朝体の制作に着手。1998年5月に鈴木が病気で死去した後は字游工房の代表取締役を引き継ぐ。社長職は、2019年3月に字游工房がモリサワの傘下に入った後、同月末をもって退任した。
基本書体を中心に100を超えるともいう数多くの書体開発に携わる一方で、字游工房社外での講演・教育・指導にも取り組む。京都精華大学特任教授（2007年から）、武蔵野美術大学非常勤講師として教壇に立つほか、2012年から明朝体の仮名フォントを1年間かけてつくる私塾「文字塾」を主宰し塾長として指導に当たる。その後、安曇野市に移住し、近隣の松本市で2022年から私塾「松本文字塾」をスタートさせる。

## 受賞歴
- 第1回 佐藤敬之輔賞（2002年）[7]
- グッドデザイン賞（2005年）[14]
- 東京TDC タイプデザイン賞（2008年）[15]
- 第65回 日本エッセイスト・クラブ賞（2017年）[16]
- 第58回 吉川英治文化賞（2024年）[4]

## 展覧会
- もじのうみ：水のような、空気のような活字（2022年）[1][17][展覧会解説 1]

## 主な制作書体
- ヒラギノ明朝 - 仮名を担当[18]。
- 游築五号仮名
- 游明朝体 - 仮名を担当。
- 游明朝体五号かな
- 游ゴシック体 - 仮名とディレクションを担当。
- 秀英明朝 - 「秀英体 平成の大改刻」
- 凸版文久体
- 書籍組版の会社・キャップスのオリジナル仮名書体
  - 文麗仮名 - 近代文学向け[3][11][14]。
  - 蒼穹仮名 - 外国文学向け。
  - 流麗仮名 - 女流文学向け[注釈 1]。
- 朝靄 - 詩人・谷川俊太郎の詩のために制作された仮名書体。この書体を見た谷川から鳥海に宛てて「私たちの文字」という詩がおくられた[9][20][21]。

## 著書
- 『文字を作る仕事』晶文社、2016年。ISBN 978-4-7949-6928-6。 - 2017年第65回日本エッセイスト・クラブ賞受賞作[22]。游明朝体Rと文麗仮名で組まれている[3]。
- （永岡綾 取材・文）鳥海修、高岡昌生、美篶堂『本をつくる : 書体設計、活版印刷、手製本 : 職人が手でつくる谷川俊太郎詩集』河出書房新社、2019年。ISBN 978-4-309-25627-6。
- 『明朝体の教室 日本で150年の歴史を持つ明朝体はどのようにデザインされているのか』Book&Design、2024年。ISBN 978-4909718105。